# John Ottman

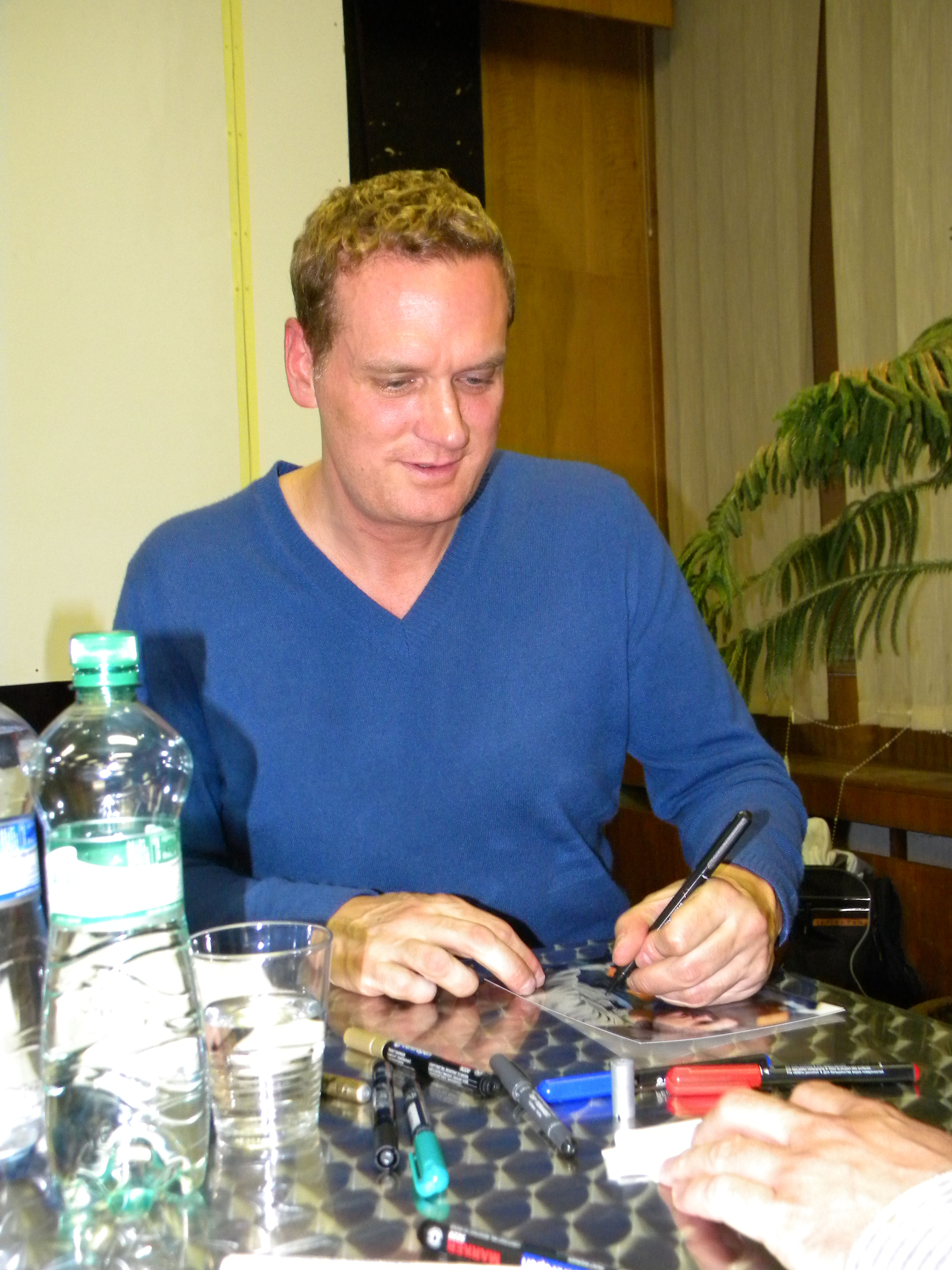
John Ottman (2011)

John Ottman (* 6. Juli 1964 in San Diego, Kalifornien) ist ein US-amerikanischer Filmkomponist, Filmeditor, Regisseur und Produzent.

## Biografie
Ottman studierte an der USC School of Cinema and Television, wo er den ein Jahr jüngeren Bryan Singer kennenlernte, mit dem er fortan freundschaftlich zusammenarbeitete. 1988 wurde ihr erster gemeinsamer Kurzfilm Lion's Den fertiggestellt, wo sie sich die Regie noch teilten. Während in späteren Filmen Singer das Drehbuchschreiben und die Regie übernahm, zeigte sich Ottmans Doppelbegabung, in dem er die Filmmusik komponierte und sich auch für den Filmschnitt verantwortlich zeichnete. Mit Die üblichen Verdächtigen folgte 1995 der Durchbruch beider Künstler, sie arbeiteten später auch bei Der Musterschüler (1998) und Operation Walküre – Das Stauffenberg-Attentat (2008) sowie den Comicverfilmungen X-Men 2 (2003), Superman Returns (2006), X-Men: Zukunft ist Vergangenheit (2014) und X-Men: Apocalypse (2016) zusammen. Bei der ersten X-Men-Verfilmung fand keine Zusammenarbeit der beiden statt, da Ottman zu dieser Zeit mit seinem eigenen Projekt, Düstere Legenden 2 beschäftigt war, für das er nicht nur als Editor und Komponist, sondern auch als Regisseur arbeitete. Für Singers Film, dem Musikdrama Bohemian Rhapsody mit Rami Malek in der Hauptrolle, wurde Ottman bei der Oscarverleihung 2019 mit dem Academy Award für den besten Filmschnitt ausgezeichnet.
Neben vielen seiner Komponisten-Kollegen spielte er 2007 in dem Film Finding Kraftland mit.

## Filmografie (Auswahl)

### Als Komponist
- 1995: Die üblichen Verdächtigen (The Usual Suspects)
- 1996: Cable Guy – Die Nervensäge (Cable Guy)
- 1997: Schneewittchen (Snow White: A Tale of Terror)
- 1998: Goodbye Lover
- 1998: Halloween: H20 (Halloween H20: Twenty Years Later)
- 1998: Der Musterschüler (Apt Pupil)
- 1999: Lake Placid
- 2000: Düstere Legenden 2 (Urban Legends 2: Final Cut)
- 2001: Bubble Boy
- 2002: Pumpkin
- 2002: Spuren in den Tod (My Brother’s Keeper)
- 2002: 24 Stunden Angst (Trapped)
- 2002: Arac Attack – Angriff der achtbeinigen Monster (Eight Legged Freaks)
- 2003: X-Men 2 (X2)
- 2003: Gothika
- 2004: Imaginary Heroes
- 2004: Final Call – Wenn er auflegt, muss sie sterben (Cellular)
- 2005: Hide and Seek
- 2005: House of Wax
- 2005: Kiss Kiss, Bang Bang (Kiss Kiss Bang Bangalore)
- 2005: Fantastic Four
- 2006: Superman Returns
- 2007: Fantastic Four: Rise of the Silver Surfer
- 2007: Invasion (The Invasion)
- 2008: Operation Walküre – Das Stauffenberg-Attentat (Valkyrie)
- 2009: Orphan
- 2009: Astro Boy – Der Film (Astro Boy)
- 2010: The Losers
- 2010: The Resident
- 2011: Unknown Identity
- 2012: Jack and the Giants (Jack the Giant Slayer)
- 2014: Non-Stop
- 2014: X-Men: Zukunft ist Vergangenheit (X-Men: Days of Future Past)
- 2016: X-Men: Apocalypse
- 2016: The Nice Guys (mit David Buckley)
- 2018: Bohemian Rhapsody

### Als Editor
- 1995: Die üblichen Verdächtigen (The Usual Suspects)
- 1998: Der Musterschüler (Apt Pupil)
- 2000: Düstere Legenden 2 (Urban Legends 2: Final Cut)
- 2003: X-Men 2 (X2)
- 2006: Superman Returns
- 2008: Operation Walküre – Das Stauffenberg-Attentat (Valkyrie)
- 2012: Jack and the Giants (Jack the Giant Slayer)
- 2014: X-Men: Zukunft ist Vergangenheit (X-Men: Days of Future Past)
- 2016: X-Men: Apocalypse
- 2018: Bohemian Rhapsody

### Als Regisseur
- 2000: Düstere Legenden 2 (Urban Legends 2: Final Cut)

## Auszeichnungen

### Prämierungen
- 1996: BAFTA Award für „Besten Schnitt“ (Die üblichen Verdächtigen)
- 1995: Saturn Award für „Beste Musik“ (Die üblichen Verdächtigen)
- 2006: Saturn Award für „Beste Musik“ (Superman Returns)
- 2019: Oscar für „Besten Schnitt“ (Bohemian Rhapsody)
- 2019: Deutscher Filmmusikpreis – International[1]

### Nominierungen
- 1996: Eddie Award für „Besten Schnitt“ (Die üblichen Verdächtigen)
- 1999: Emmy für „Beste Musikuntermalung einer Serie“ (Fantasy Island)
- 2003: Saturn Award für „Beste Musik“ (X-Men 2)
- 2006: Saturn Award für „Beste Musik“ (Kiss Kiss Bang Bang)
- 2019: Eddie Award für „Besten Schnitt“ (Bohemian Rhapsody)